# Quýt hồng

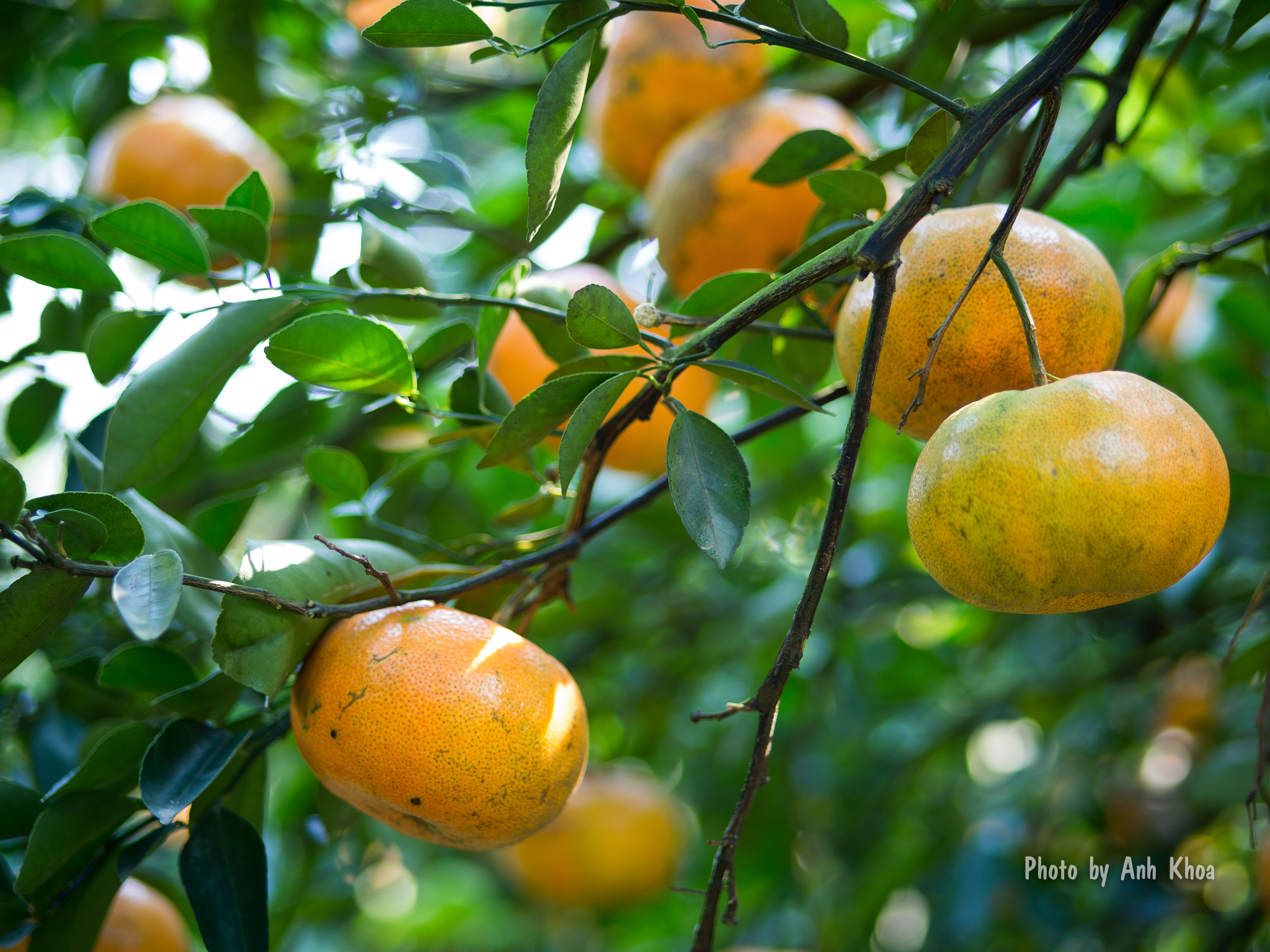
Quýt hồng

Quýt hồng là một giống quýt đặc sản được trồng chủ yếu tại tỉnh Đồng Tháp, Việt Nam. Quýt hồng là một trong những đặc sản trái cây nổi tiếng ở khu vực đồng bằng sông Cửu Long. Với những đặc điểm riêng biệt về hương vị, màu sắc cũng như các đặc tính của quả, khiến cho quýt hồng ngày nay trở nên nổi tiếng khắp toàn quốc và xuất khẩu sang một số quốc gia.
Hiện tại, quýt hồng đã được Cục Sở hữu trí tuệ, thuộc Bộ Khoa học và Công nghệ Việt Nam, công nhận và cấp giấy chứng nhận đăng ký độc quyền. Ngoài giá trị là trái cây chứa nhiều dinh dưỡng, quýt hồng còn có nhiều giá trị về mặt du lịch, văn hóa, kinh tế - thương mại, được đưa vào nghệ thuật thi ca.

## Tên gọi và lịch sử
Quýt hồng được trồng ở đất Lai Vung vào đầu thế kỷ XX. Từ một loại quýt bình thường nhưng khi được trồng đã thích hợp với thổ nhưỡng ở đất Lai Vung và trở nên đặc biệt. Ban đầu, quả quýt tại Lai Vung còn có tên dân gian là quýt “tiêu son” do người dân địa phương dùng để gọi một loại quýt ngọt, vỏ khi chín căng bóng, màu cam đỏ, có thể bày biện cúng đẹp, bảo quản lâu trong điều kiện tự nhiên. Về sau, giới thương lái gọi thành quýt hồng và từ đó tên gọi này nhanh chóng trở thành một thương hiệu nổi tiếng.

## Phân bố
Dọc bờ sông Hậu thuộc tỉnh Đồng Tháp, đã trở thành vùng chuyên canh cây quýt hồng và được mệnh danh là "vương quốc quýt hồng". Dù cho cùng một giống quýt hồng, cùng một kỹ thuật canh tác, nhưng khi trồng ở vùng khác, chủ yếu quanh khu vực châu thổ sông Cửu Long lại cho năng suất không cao, trái quýt cũng không ngon ngọt, đẹp, năng suất cao như ở Lai Vung. Trồng tập trung tại hai xã là Hòa Long (306 ha), Lai Vung (466 ha), chiếm hơn 95% diện tích và sản lượng. Tuy nhiên, có một khoảng thời gian bị dịch bệnh cùng ngập lũ đã gây thiệt hại lớn cho những vườn cây, làm giảm diện tích trồng loại cây đặc sản này. Toàn huyện hiện còn gần 300 ha canh tác cây quýt hồng. Ủy ban nhân dân huyện Lai Vung đã triển khai "Đề án Bảo tồn vườn quýt hồng Lai Vung giai đoạn 2020 - 2024" giúp các vườn quýt phục hồi tốt, tăng diện tích trồng trên địa bàn trở lại khoảng 800 ha. Hiện tại, toàn huyện có diện tích trồng trên 2.000 ha. Hằng năm, sản lượng quýt hồng đạt trên dưới 25.000 tấn.

## Đặc điểm

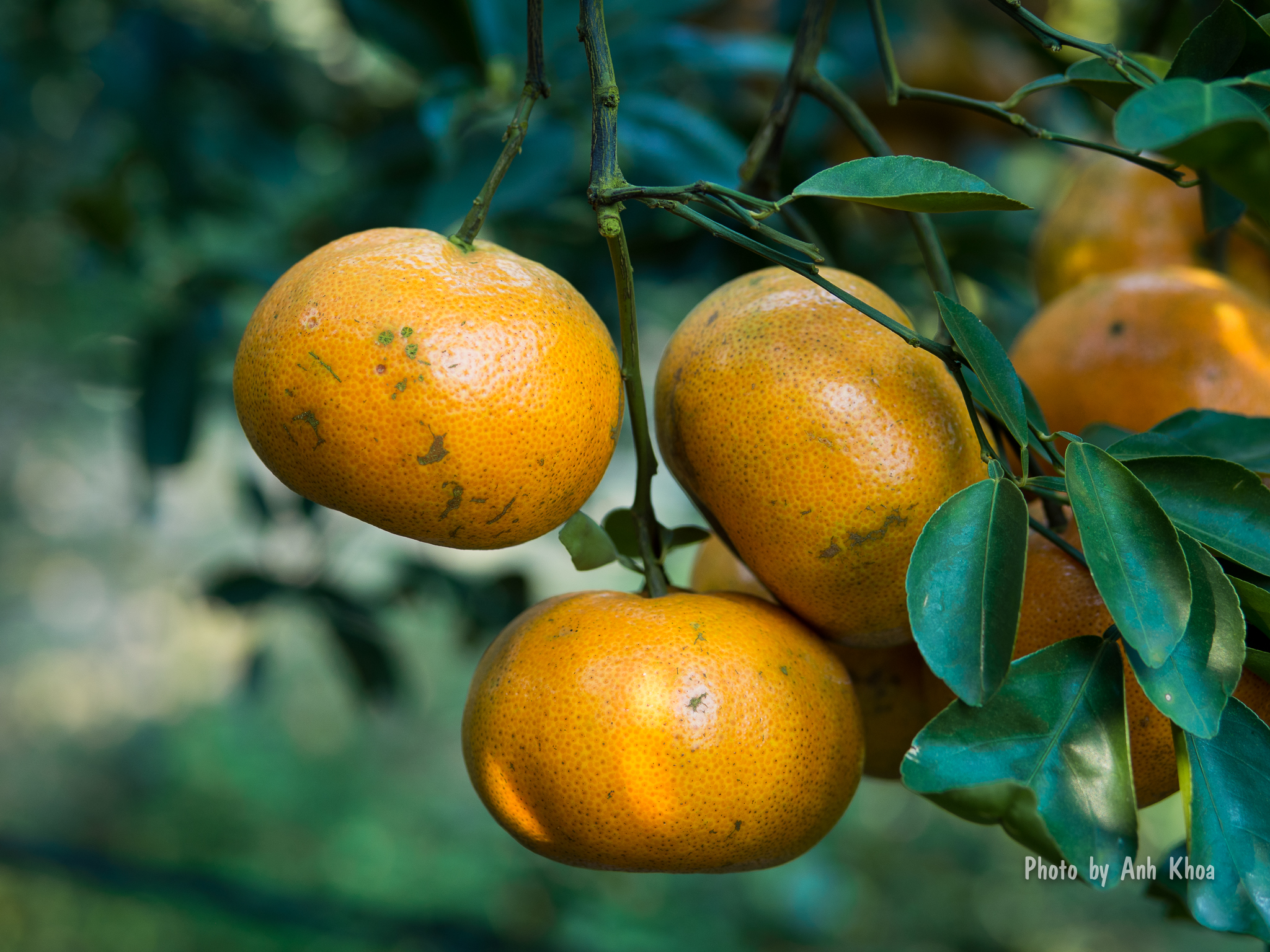
Chùm quýt hồng chín trên cây

Cây quýt hồng cao nhất khoảng 5 m, tuổi đời lên đến hơn 30 năm. Lá lớn xanh đậm, đuôi lá hơi vểnh lên. Trái quýt có dáng hình cầu, hai đầu dẹp, hơi lõm, dẹt hơn các loại quýt khác, phía dưới quả có một nốt lồi giống như cái rốn đặc trưng. Lớp vỏ mỏng, căng bóng, có màu cam vàng, xen kẽ sắc xanh khi chín, mùi thơm dễ chịu như tinh dầu. Quả quýt hồng có ít hoặc không hạt, khi chín có vị ngọt thanh pha chút chua nhẹ, múi mọng nước, thơm dịu và nước quả có màu vàng cam. Chùm quýt chín 4-6 quả đạt trọng lượng một ký.
Giống quýt này không chịu được đất phèn và nước đọng gốc. Do đó, nơi nào đất quá thấp không thể trồng được. Mùa nước ngập, nước rút chậm sẽ khiến rễ thối, cây chết. Quýt hồng thích hợp trồng tại vùng đất có nguồn nước ngọt dồi dào, dễ rút nước, ảnh hưởng khí hậu cùng điều kiện thổ nhưỡng đặc biệt là đất mỡ gà, đất màu mỡ lại khô ráo.

## Trồng trọt

### Chọn giống cây trồng
Trồng cây con là phương pháp gây giống hữu tính, tạo cây từ hạt. Cây con sẽ mang đặc tính di truyền từ cây mẹ nên chỉ chọn cây quýt cho quả tốt rồi lấy hạt đem ươm. Cách này có thể nhân ra nhiều cây giống cùng lúc nhưng phải chờ cây con lớn, thường khoảng từ một năm mới có thể trồng. Có hai cách trồng cây con: trồng nguyên cây con hoặc chiết nhánh.
Chiết nhánh là phương pháp tương đối dễ, trồng nhanh và dễ đậu quả hơn trồng cây con nhưng cũng hạn chế về số lượng. Nhánh chiết phải lựa giống cây tốt và nhánh tốt. Nếu chọn nhánh chiết từ cây mẹ, nguyên là cây con, trong khoảng từ 3 đến 5 năm tuổi thì nhánh đó sẽ phát triển mạnh hơn. Nhưng lại ra quả trễ hơn nhánh chiết từ cây mẹ nguyên là nhánh chiết.
Ghép cây là tìm một gốc cây có quan hệ họ hàng về mặt thực vật rễ phát triển bền tốt như chanh, cam, bưởi,.. để ghép quýt hồng vào. Cách thức này có mục đích là chống các dạng bệnh chết cây trên quýt. Gốc ghép phải đạt yêu cầu: sức sinh trường tương đương cành ghép; rễ sinh trường mạnh, đâm chồi nhiều và sinh nhiều rễ phụ; dễ thích ứng và chịu đựng tốt với điều kiện thời tiết như mưa, nắng, ngập nước,... . Thường thì người trồng dùng chanh làm gốc ghép. Phương pháp này còn khó khăn và chậm, cần thời gian chuẩn bị cây trồng và kỹ thuật ghép cao mới đủ số lượng trồng nhiều. Tuy nhiên, cách này rất đảm bảo cây phát triển và mang lại nhiều lợi ích khác như: không cần xây bờ quá cao tốt kém, không bị úng thủy hay ngập nước.
Ươm và giâm cây giống: muốn trồng cây mới ít hao, dù là cây con hay nhánh chiết, người trồng giâm ở vườn ươm một thời gian cho cây tươi tốt, đến khi thời tiết thuận lợi thì mang ra vườn trồng, cây sẽ không bị héo và nhanh phát triển. Có hai loại cây giâm:
- Giâm cây con mọc lên từ hạt khi cao từ 10 cm trở lên. Sau một năm tuổi, người trồng có thể mang nguyên cây hoặc chiết ngang gốc để trồng.[13]
- Giâm nhánh chiết hoặc cây con chiết ngang:
  - Giâm tạm: Khi cắt một bầu chiết đã ra rễ nên giâm tạm bằng cách để các bầu sát vào nhau ở nơi mát hoặc có mái che và đắp vào rễ ít bùn đất. Sau 15 ngày, rễ sẽ mọc dài thêm nhiều, khi đó trồng nhánh sẽ không mất sức.[13]
  - Giâm thực thụ có thời gian từ một năm. Khi chưa chuẩn bị vườn xong mà muốn cây mau thu hoạch, cần chuẩn bị cây giống và giâm trước. Cách này giúp rút ngắn thời gian thu hoạch tùy giâm lâu hay nhanh nhưng không quá hai năm, vì cây lớn quá sẽ khó nhổ. Cây giâm thực thụ phải thưa để phát triển. Khoảng cách giữa hai cây có thể từ 5 tấc đến 1 thước. Đây là cách dự phòng để thay cây chết trong vườn mỗi khi cần.[13]

### Kỹ thuật trồng
Đất trồng đạt tiêu chuẩn: tơi xốp, thông thoáng, thoát nước tốt, pH khoảng 5,5-7, hàm lượng hữu cơ >3%. Vườn trồng phải có đê bao chống lũ triệt để. Đắp mô trước khi trồng từ 2-4 tuần, chiều cao mô 40–60 cm, đường kính mô 80–100 cm. Đào hố trên mô để trồng, nên chú ý xử lý mô trước khi đặt cây con như bón vôi 0,5–1 kg, lân 200-300 g và phân hữu cơ 5–10 kg.
Chọn cây con thẳng, vũng chắc, có chiều cao 60–80 cm. Đặt cây con xuống giữa hố, sao cho mặt bầu ngang mặt mô, ém đất xung quanh gốc, cắm cọc giữ cho cây không bị gió lung lai và tưới đủ nước. Cây con trồng từ nhánh chiết có thể đặt thẳng hay nghiêng. Nếu cây con có cành phân bố đều thì nên đặt thẳng vì cây sẽ tạo được tán bình thường. Nếu nhánh chiết có ít cành bên thì có thể đặt nghiêng để cây con dễ tạo các cành bên sau này. Thông thường có thể trồng với khoảng cách 4-4,5m × 4-4,5m tương đương với mật độ 500-625 cây/ha.
Tạo tán: Sau khi trồng, cây cần được tưới nước đầy đủ để phục hồi sinh trưởng. Khi cây xuất hiện tược non đầu tiên thì tiến hành bấm ngọn. Từ gốc lên khoảng 60–80 cm (đối với nhánh chiết) hoặc từ vị trí mắt ghép lên khoảng 40–60 cm (trên gốc ghép) thì bấm bỏ phần ngọn, mục đích để các mầm ngủ và cành bên phát triển.
- Chọn 3 cành khỏe, thẳng mọc từ thân chính phát triển theo 3 hướng làm cành cấp 1. Dùng tre cột giữ cành cấp 1 tạo với thân chính một góc 35-40°.
- Cành cấp 1 phát triển dài khoảng 50–80 cm thì cắt đọt để phát triển cành cấp 2, chỉ giữ lại 2-3 cành.
- Các cành cấp 2 cách nhau khoảng 15–20 cm và tạo với cành cấp 1 một góc 30-35°. Cắt đọt cành cấp 2 như cách làm ở cành cấp 1, từ cành cấp 2 sẽ hình thành cành cấp 3.
- Cành cấp 3 không hạn chế về số lượng và chiều dài nhưng cần loại bỏ các chỗ cành mọc quá dày hoặc quá yếu.

Tỉa cành hàng năm. Sau khi thu hoạch cần loại bỏ: cành bị sâu bệnh, ốm yếu, cành nằm bên trong tán không có khả năng cho trái, cành đan chéo nhau, cành vượt trong thời kỳ cây đang mang trái nhằm hạn chế cạnh tranh dinh dưỡng.

### Chăm sóc
Đắp bùn, chắn gió, che mát, cỏ dại, tưới nước:

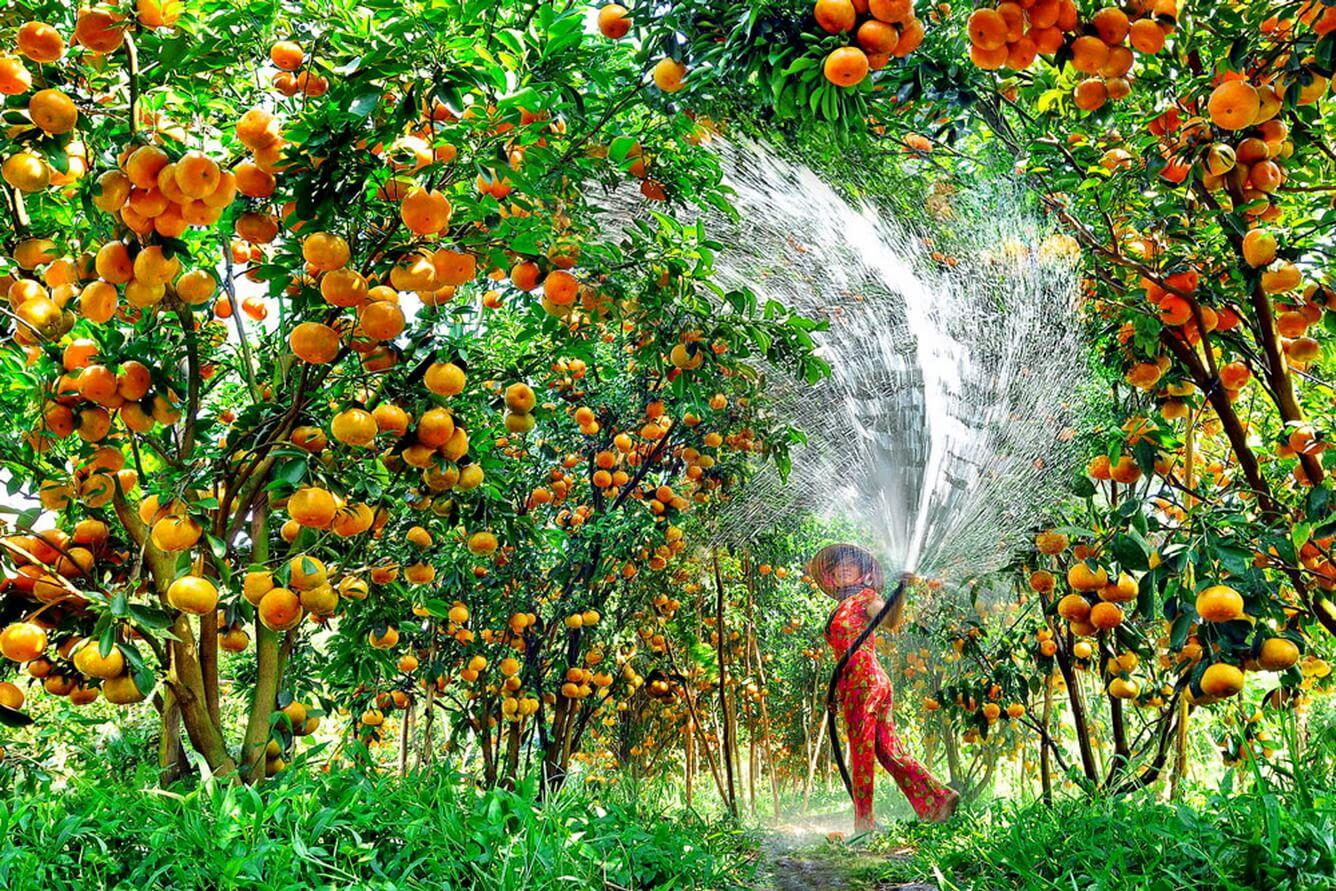
Tưới nước cho vườn quýt

Vét bùn khoảng tháng 2-3 dương lịch, lớp bùn dày khoảng 2 cm là tốt nhất. Không bồi bùn lấp kín mặt gốc cây vì bộ rễ cây vẫn cần không khí để hô hấp trong thời gian xử lý ra hoa. Lưu ý chỉ bồi bùn, không bồi đất dưới sâu sẽ bị ngộ độc phèn.
Xây dựng hàng cây chắn gió là yêu cầu cấp thiết, nhằm ngăn sâu bệnh di chuyển theo gió xâm nhập vào vườn, tạo vùng tiểu khí hậu thích hợp cho vườn, hạn chế gió bão gây thiệt hại. Các loại cây thường trồng để chắn gió là dâm bụt, bạch đàn,... Quýt hồng thích hợp với ánh sáng tán xạ vì vậy nên trồng cây che mát xen giữa hai hàng cây hoặc trồng dọc theo mương các loại cây như: cóc, mãng cầu, tràm, so đũa,...
Cần phủ gốc bằng cỏ rơm rạ, cách gốc khoảng 20 cm nhằm giữ ẩm trong mùa nắng, hạn chế cỏ dại, đồng thời khi rơm rạ phân hủy sẽ tạo ra dưỡng chất cho cây. Trong thời kỳ kiến thiết cơ bản nên trồng hoa màu để hạn chế đất bị xói mòn. Trong thời kỳ khai thác thì xu hướng hiện nay là quản lý cỏ dại trong vườn chứ không làm sạch nhằm giũ ẩm cho đất trong mùa nắng và chống xói mòn trong mùa mưa. Tưới nước 2 lần/ngày vào mùa nắng và thoát nước kịp thời trong mùa mưa để tránh ngập úng. Giữ ổn định mực nước luôn cách mặt liếp từ 60 – 80 cm.
Quản lý phân bón:
- Thời kỳ kiến thiết cơ bản (cây từ 1-3 năm tuổi): phân bón được chia thành nhiều đợt (4-5 đợt) để bón cây. Sau khi trồng nên dùng phân ure và phân lân với liều lượng 40 g hòa cùng 10 lít nước để tưới cho cây khoảng 2 tháng/lần. Khi cây đạt 1 năm tuổi cần bón phân gốc để giúp cây phát triển mạnh. Hàng năm bón phân hữu cơ hoại mục từ 5–10 kg/cây và cung cấp kali cho cây.
| Tuổi cây (năm) | Số lần bón/năm | Lượng phân (g/cây/năm) | Lượng phân (g/cây/năm) | Lượng phân (g/cây/năm) |
| Tuổi cây (năm) | Số lần bón/năm | Ure                    | Lân                    | Kcl                    |
| -------------- | -------------- | ---------------------- | ---------------------- | ---------------------- |
| 1              | 4-6            | 120-200                | 120-240                | 30-60                  |
| 2              | 3-4            | 220-350                | 300-420                | 80-150                 |
| 3              | 3-4            | 350-550                | 480-600                | 160-240                |

- Thời kỳ khai thác: Tùy đất, tình hình sinh trưởng của cây, năng suất thu hoạch của vụ trước mà quyết định lượng phân bón thích hợp. CT/1000m2 như sau:
- Lần 1 (sau thu hoạch từ 1-3 ngày): DAP 20 kg + lân 50 kg + phân hữu cơ hoại mục (10–20 kg phân hữu cơ/gốc) + Trico 1 kg.
- Lần 2 (sau thu hoạch 10 ngày, để hỗ trợ tạo mầm hoa): phun phân bón lá 10-60-10 (10 kg).
- Lần 3 (1-2 ngày sau tưới): 20 kg DAP.
- Lần 4 (7-10 ngày sau tưới): 20 kg NPK (20-20-15).
- Lần 5 (35-40 ngày sau tưới): 10 kg NPK (12-11-18).
- Lần 6 (60 ngày sau tưới): 10 kg NPK (15-5-20).
- Lần 7 (100 ngày sau tưới): 10 kg NPK (20-20-15).
- Lần 8 (130 ngày sau tưới): 10 kg NPK (15-5-20).
- Lần 9 (bón nuôi sau trái lũ): 20 kg NPK (15-15-15).
- Lần 10 (trước thu hoạch 1 tháng): 10–15 kg Kcl.

Cách bón phân:
Cuốc rảnh xung quanh gốc theo hình chiếu tán cây, rãnh sâu 10–15 cm, rộng 10–20 cm cho phân vào, lấp đất và tưới nước. Ngoài bón phân hóa học, phân hữu cơ, hằng năm cần bón thêm vôi để tăng pH cho đất, bổ sung canxi cho cây để hạn chế nứt quả. Liều lượng bón khoảng 1 kg/cây/năm và bón trước mùa mưa lũ.

### Xử lý ra hoa
Sau khi thu hoạch xong sẽ tiến hành bón phân cho cây phục hồi, khoảng 30 ngày sau sẽ tiến hành vệ sinh vườn: loại bỏ cành già, phu thuốc phòng trừ bệnh. Không cắt tỉa cành sớm vì khi cây ra đọt non sẽ ảnh hưởng đến xử lý ra hoa sau này. Bón phân lần hai và tưới nước vừa đủ ẩm trước khi tiến hành xử lý ra hoa. Sau khi ngưng tưới khoảng 15-20 ngày (khi cây có biểu hiện héo) thì bắt đầu tưới nước trở lại, tưới liên tục ba ngày và mỗi ngày từ 2-3 lần. Từ ngày thứ tư trở về sau tưới 1 lần/ngày. Từ 7-15 ngày sau khi tưới đợt đầu tiên cây sẽ ra hoa, giai đoạn này sẽ tưới và nghỉ xen kẽ từng ngày. Từ 10-15 ngày sau khi trổ hoa, hoa sẽ rụng cánh và đậu quả.

### Thu hoạch và bảo quản
Mỗi năm, vụ mùa quýt hồng kéo dài khoảng 10 tháng, thường được chăm bón vào khoảng tháng 2 âm lịch nhưng chỉ cho ra quả vào cuối năm nên thu hoạch lúc giáp Tết. Thời gian cây vừa ra quả cho đến lúc chín có thể thu hoạch vào khoảng một tháng rưỡi.  Sau khi hái quả sẽ rửa bằng dung dịch chlorine 100-200 ppm (1-2g chlorine + 10 lít nước), dùng vải mềm lau để vỏ sáng bóng hơn, loại bỏ bớt một số vi sinh vật gây hại, rồi rửa lại bằng nước sạch và để khô. Để giữ quýt hồng tươi, đủ chất lượng  nên bảo quản và vận chuyển ở nhiệt độ 8 °C sẽ trữ được khoảng 11 tuần, ở 15 °C sẽ trữ được khoảng 7 tuần. Ngoài ra nếu chứa quýt hồng bằng bao bì PE đục ba lỗ, mỗi lỗ có đường kính 1mm, có thể bảo quản trái được 5 tuần ở nhiệt độ phòng, tuy nhiên tỷ lệ bệnh khá cao. Nếu kết hợp bao bì PE ở khoảng 15 °C thì có thể bảo quản kéo dài đến 9 tuần.

## Giá trị dinh dưỡng
Quả quýt hồng chứa hàm lượng: calo 47, vitamin C 23.5 mg, kali 146 mg, carbohydrate  12 gr, đường  8 gr, canxi 33 mg, chất xơ 1.5 gr, magie 11 mg và một số dưỡng chất vitamin A, B2, B3, B6, đồng... Trung bình, một quả quýt có khả năng cung cấp cho cơ thể hơn 1/5 lượng vitamin C cần có hằng ngày. Trong quýt hồng có chứa nhiều vitamin, đặc biệt là vitamin C, vitamin A, beta carotene, kali, canxi, magie,... giúp tăng cường hệ miễn dịch, sáng mắt, phòng ngừa và cải thiện các bệnh thoái hoá điểm vàng, đau mỏi mắt, quáng gà, góp phần giúp xương thêm chắc khỏe. Tỷ lệ đường đạt 74% cũng như lượng nước và chất xơ đáng kể, giúp ức chế cảm giác thèm ăn, gây cảm giác no lâu, hỗ trợ giảm cân. Chất xơ và carbohydrate trong quýt hỗ trợ đường tiêu hoá khoẻ mạnh, ngăn ngừa các bệnh về đường ruột.

## Sâu bệnh
Các loài côn trùng như: sâu vẽ bùa (Phyllocnistis citrella), rầy chổng cánh (Diaphorina citri), nhện, ngài chích hút trái (Othreis fullonia)... thường đục khoét, gây hại chồi lá non. Chúng khiến lá bị khô rụng, biến dạng, làm cây bị nhiễm bệnh, quả bị hỏng biểu bì, gây hiện tượng da lu, da cám. Loài ngài bướm hút dịch quả chín hoặc sắp chín dễ bị thối rụng do bội nhiễm vi sinh vật khác. Để chống côn trùng gây hại, người trồng thường dùng các loài thiên địch tự nhiên như ong ký sinh, tỉa cành, bón phân, tưới nước hợp lý, vệ sinh vườn như loại bỏ quả rụng, treo bẫy mồi, dùng một số loại dầu khoáng và thuốc hóa học diệt trừ,...
Các loại bệnh mà quýt hồng thường gặp như: ghẻ lõm, vàng lá gân xanh, tristeza, loét cây, vàng lá - thối rễ,... do các loại nấm (như Fusarium solani,...), vi khuẩn (như Xanthomonas campestris,...), vi rút gây nên. Nhiễm bệnh khiến cây bị mất sức sống, phát triển kém, lá bị vàng, quả xuất hiện những vết chấm gây mất thẩm mỹ. Để quản lý dịch bệnh, người trồng thường vệ sinh vườn, cắt bỏ cành lá quả bị bệnh và tiêu hủy, dùng chế phẩm sinh học, phun thuốc trừ bệnh, bón thêm vôi, kali, lân, hữu cơ. Khi trồng phải chọn cây giống tốt, rõ xuất xứ, tạo điều kiện cho đất tơi xốp thoáng khí.

## Văn hóa và du lịch

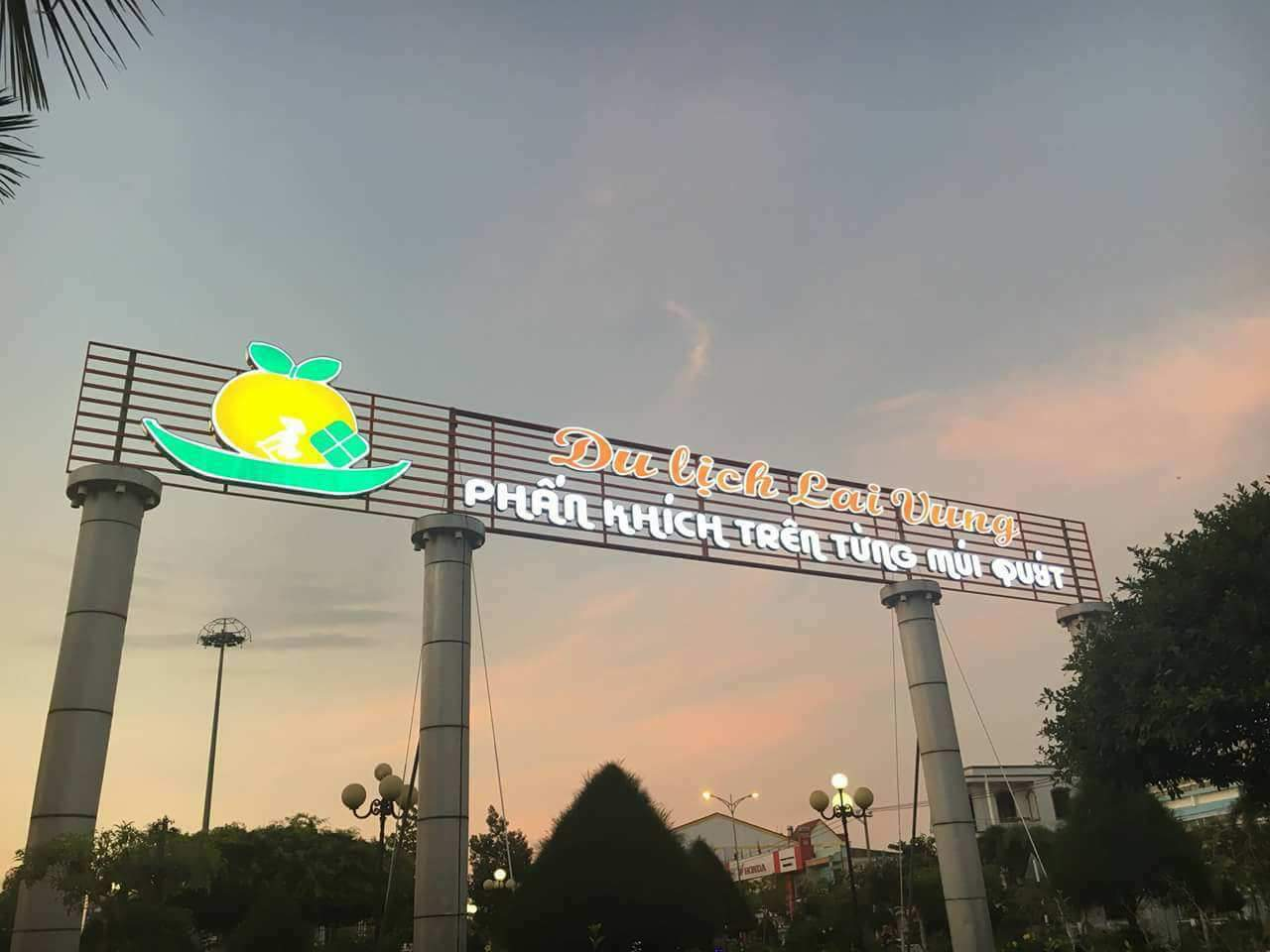
Cổng chào giới thiệu du lịch Lai Vung kết hợp cùng quả quýt hồng

Từ ngày 05 đến 08/01/2023, Lễ hội Quýt hồng huyện Lai Vung lần thứ I, với chủ đề “Khát vọng vươn lên”, do Báo Nông nghiệp Việt Nam (thuộc Bộ Nông nghiệp và Phát triển nông thôn) và Uỷ ban nhân dân huyện Lai Vung đồng tổ chức. Lễ hội Quýt hồng mang mục đích tôn vinh, giới thiệu, quảng bá hình ảnh quýt hồng, cũng như giá trị văn hóa, kinh tế cho các sản phẩm từ quýt. Qua đó góp phần phát triển du lịch, tạo dựng hình ảnh địa phương huyện Lai Vung. Lễ hội diễn ra với rất nhiều hoạt động phong phú, hấp dẫn như: hoạt động trải nghiệm không gian sản xuất quýt hồng, hội thảo “Bảo tồn và phát huy tiềm năng, giá trị quýt hồng”, toạ đàm “Quýt hồng - Tiềm năng của địa phương và cơ hội cho mọi khách hàng”, hội thi “Vườn quýt hồng kiểu mẫu”, hội thi “Cây quýt hồng đẹp” v.v... Đến ngày bế mạc, lễ hội đã thu hút trên 40.000 lượt khách đến tham quan, trải nghiệm và mua sắm.